# Philereme senescens
Philereme senescens är en fjärilsart som beskrevs av Otto Staudinger 1892. Philereme senescens ingår i släktet Philereme och familjen mätare. Inga underarter finns listade i Catalogue of Life.